# Пиртниеку
Пи́ртниеку (латыш. Pirtnieku ezers), Ма́зайс-Ча́кшу (латыш. Mazais Čakšu ezers), Ча́кшу (устар. Чакша; латыш. Čakšu ezers), Пе́ртниеку (латыш. Pertnieku ezers) — проточное озеро в восточной части Латвии. Располагается на территории Илзескалнской волости Резекненского края. Относится к бассейну Айвиексте. Исток Ичи.
Озеро имеет овалообразную форму, вытянуто в направлении северо-запад — юго-восток. Находится в полукилометре к северу от населённого пункта Луцатниеки, на высоте 149 м над уровнем моря в центральной части Бурзавского всхолмления Латгальской возвышенности. Площадь озера составляет 8,2 га (по другим данным — 0,11 км²). Наибольшая глубина — 1 м. Подвержено зарастанию. Берега почти повсеместно болотистые. На востоке озеро соединяется с сетью мелиоративных канав. Площадь водосборного бассейна — 8,86 км². С северной стороны вытекает Ича, правый приток верхнего течения Айвиексте.